# Von Ahnska magasinet

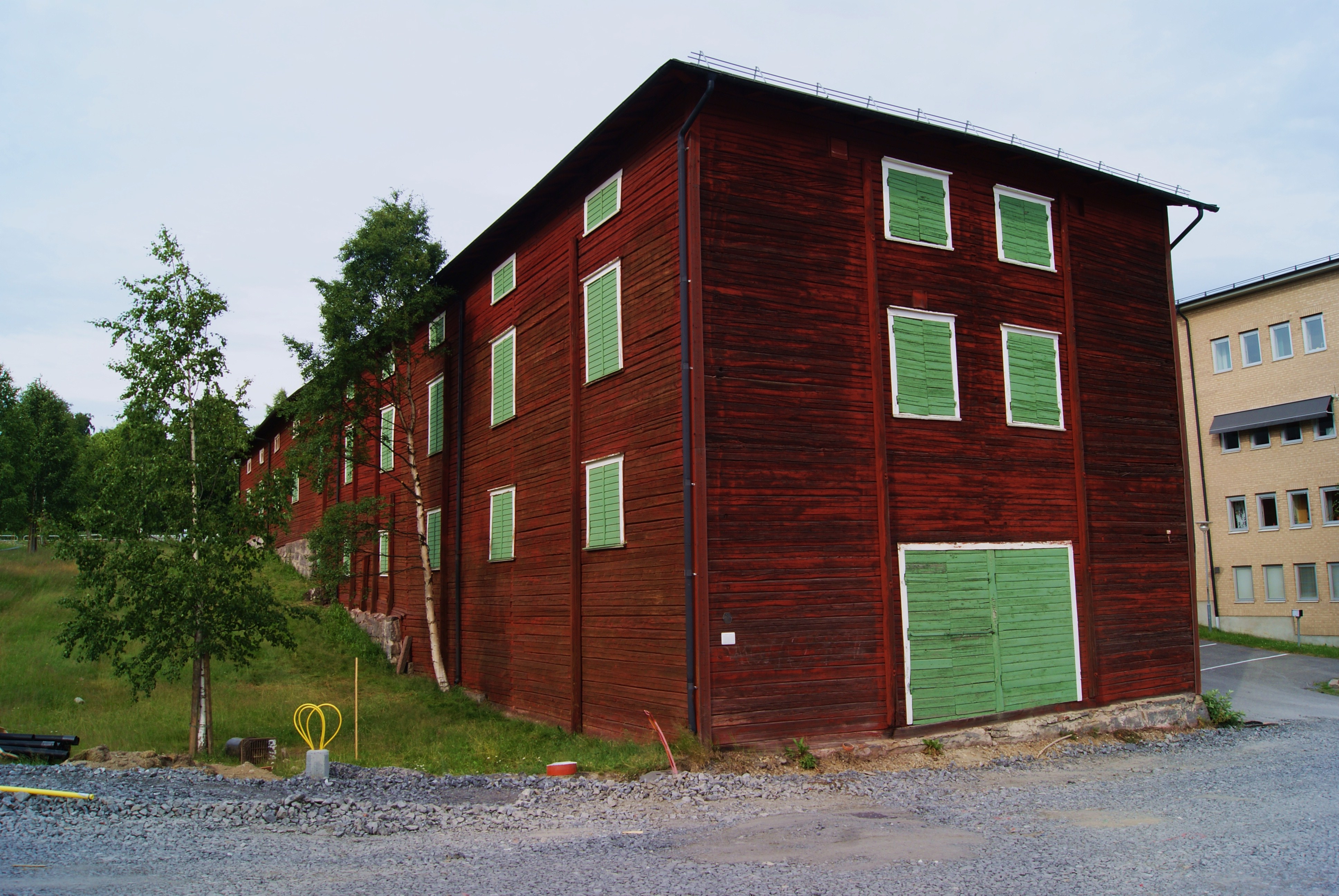
Kortsidan av (mot Umeälven).

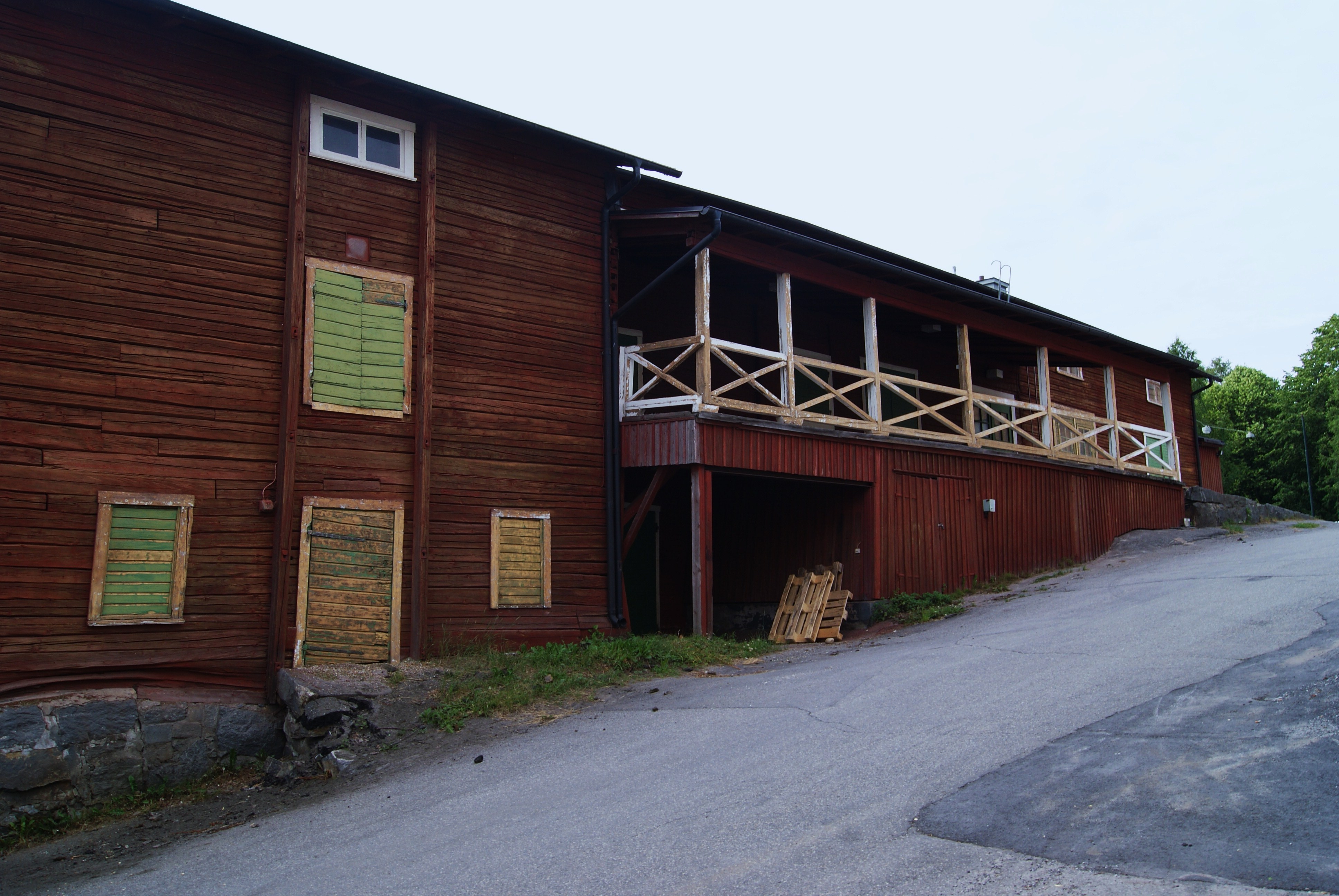
Långsidan på von Ahnska magasinet (mot gården).

von Ahnska magasinet är ett hamnmagasin som ligger i kurvan av Västra Strandgatan i Umeå vid älven strax väster om Tegsbron. Magasinet är byggnadsminne sedan 1980.
Magasinet var ursprungligen en ladugård i timmer som byggdes av överstelöjtnanten Ludvig August von Hedenberg år 1887. Året efter ladugården var färdig brann Umeå men ladugården klarade sig, och byggnaden köptes samma år upp av Johan Viktor von Ahn (född 1843). Han tillhörde en känd Umesläkt med ursprung i Tyskland och arbetade som handelsman i Umeå. von Ahn lät bygga till en lång länga ner mot älven, så att långsidan av byggnaden kom att gå parallellt med nuvarande länsväg 503. 
Carl Fridolf Engelbert Sandgren var arkitekt. Han är arkitekten bakom sex byggnadsminnen, däribland Moritzska gården, Lektor Waldenströms hus i Umeå, Gamla folkskolan i Lycksele, och andra kända Umeåhus som Blå huset, Skolgatan 79 och Skolgatan 91. Sandgrens byggnader kännetecknas av genomarbetade fasadsnickerier och indelningar i en typisk nyrenässansstil, men von Ahnska magasinet med sin praktiska funktion skiljer sig radikalt från Sandgrens övriga verk.
Marknivåskillnaden har kompenserats med att trappor av stensocklar söderut bildar etager av byggnaden som är en våning högre mot älven än mot Storgatan. Huvudingången ligger i norr och vetter mot Storgatan och den södra kortsidan sträcker sig nästan ända ut mot Västra Strandgatan. Byggnadens fönster har grönmålade luckor i samma färg som de många portarna på nedre botten. Fasaden är rödmålat timmer, av samma västerbottentyp som var standard för Umeås byggnader innan stadsbranden. Väster om magasinet finns en gräsmatta mot vägen, medan östra sidan är asfalterad.
von Ahnska magasinet ägs av Umeå Energi som också äger Smörasken i samma kvarter.